# Helvella queletii

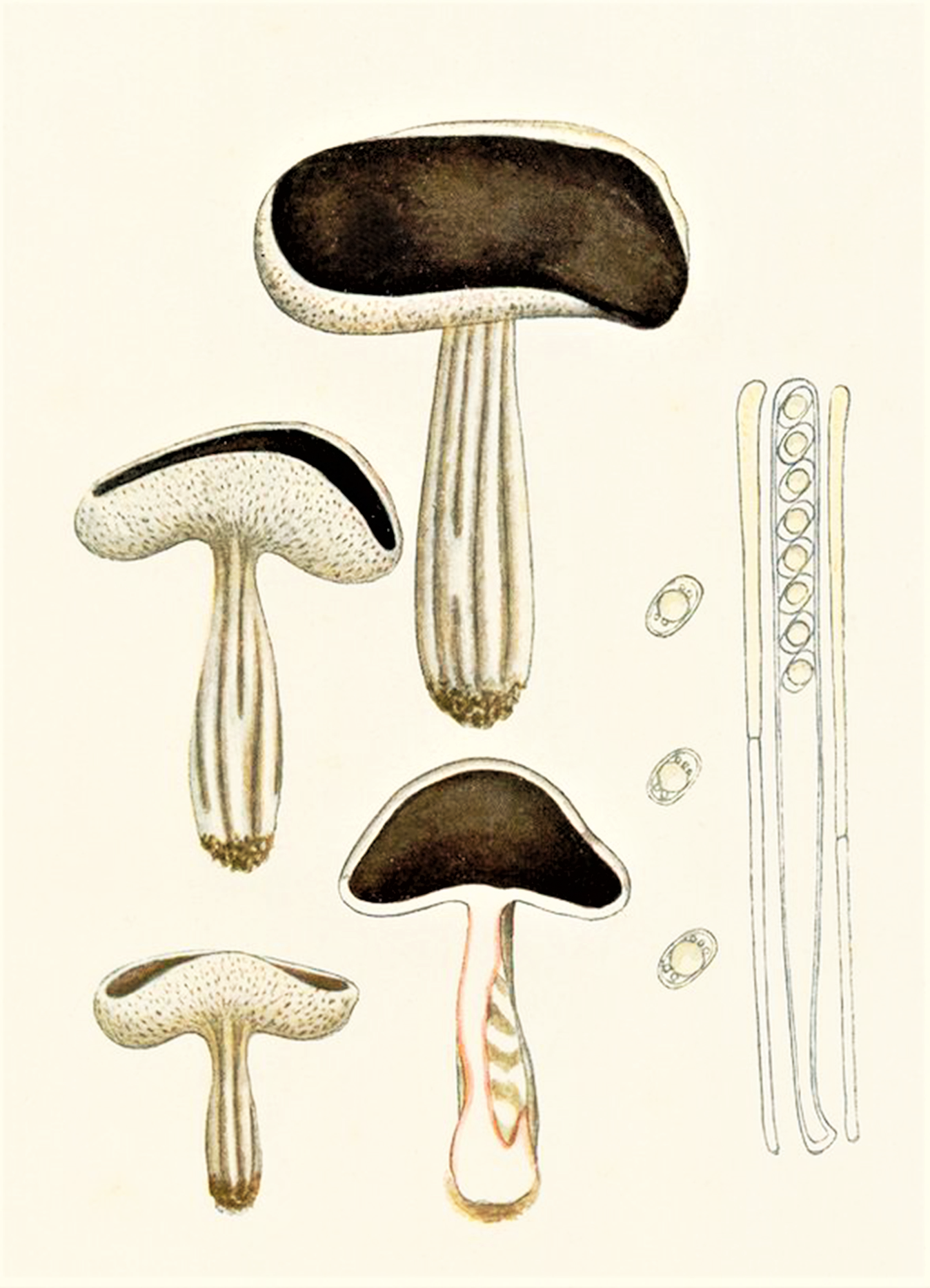

Helvella queletii Bres. – gatunek grzybów z rodziny piestrzycowatych (Helvellaceae).

## Systematyka i nazewnictwo
Pozycja w klasyfikacji według Index Fungorum: Helvella, Helvellaceae, Pezizales, Pezizomycetidae, Pezizomycetes, Pezizomycotina, Ascomycota, Fungi.
Po raz pierwszy takson ten opisał w 1882 r. Giacomo Bresàdola. Johann Stangl w 1963 r. przeniósł go do rodzaju Paxina i na Index Fungorum jest pod nazwą Paxina queletii, jednak rodzaj ten według Index Fungorum jest synonimem rodzaju Helvella. Pozostałe synonimy:
- Acetabula queletii (Bres.) Benedix 1962
- Helvella queletii Bres. 1882
- Helvella queletii f. alba Tabarés & Rocabruna 2005
- Helvella queletii f. alba Calonge 2003
- Helvella queletii var. alpina R. Heim & L. Rémy 1932[3].

## Morfologia
Owocnik
Składający się z kapelusza i trzonu. Kapelusz o średnicy 2–6 cm i o specyficznym kształcie prawie półkulistej korony, otwartej, rozciągniętej lub bocznie ściśniętej. Brzeg falisty, w młodości podwinięty, w stanie dojrzałym prosty. Płodna powierzchnia wewnętrzna (hymenialna) gładka, matowa, ciemnobrązowa, sterylna powierzchnia zewnętrzna jaśniejsza, szarobrązowa i delikatnie kutnerowata. Trzon o wysokości 1–5 cm, cylindryczny, smukły, kremowobiały, podłużnie bruzdowany wyraźnymi żebrami nie dochodzącymi do kapelusza. Miąższ cienki, kruchy, elastyczny, brązowo-biały. Ma nieprzyjemny zapach i słodkawy, nieprzyjemny smak.
Cechy mikroskopowe
Worki 8-zarodnikowe, jednorzędowe, cylindryczne, nieamyloidalne, o wymiarach do 240–300 × 14–18 µm. Parafizy maczugowate, brązowe, z drobnoziarnistą zawartością, o średnicy 7–8 µm na wierzchołku, z komórkami końcowymi o długości 89–144 µm. Zarodniki szeroko elipsoidalne, gładkie, delikatnie szorstkie, jednokomórkowe, szkliste, 17–21 × 11–13,5 µm. Ekscypulum utworzone ze szklistych do brązowych elementów, często ułożonych w pęczki, z maczugowatymi końcówkami i licznymi septami.
Gatunki podobne
Kształtem kapelusza odróżnia się od podobnych gatunków: piestrzycy zatokowatej (Helvella lacunosa) i piestrzycy pucharowatej (Helvella acetabulum). Helvella costifera ma podobny kolor, ale ma bardziej wydatne żebra na trzonie i na powierzchni kapelusza, oraz stosunkowo większy trzon. Helvella cupuliformis nigdy nie osiąga dużych rozmiarów, ma niepigmentowany trzon, bez wystających żeber nigdy nie dochodzących do podstawy kapelusza.

## Występowanie i siedlisko
Helvella queletii znana jest w Ameryce Północnej i Europie. W Europie jest to gatunek szeroko rozprzestrzeniony; występuje od wybrzeży Morza Śródziemnego po Islandię i północne krańce Półwyspu Skandynawskiego. W 2006 r. M.A. Chmiel przytoczyła dwa stanowiska podane w piśmiennictwie naukowym na terenie Polski, w późniejszych latach podano wiele nowych jego stanowisk. Gatunek ma status rzadkiego (R) na Czerwonej liście roślin i grzybów Polski. Aktualne i liczne stanowiska podaje także internetowy atlas grzybów. Znajduje się w nim na liście gatunków zagrożonych i wartych objęcia ochroną.
Grzyb naziemny, prawdopodobnie mykoryzowy. Występuje w lasach liściastych, iglastych i mieszanych na glebie wapiennej lub ściółce.